# William Wilson (cuento)
William Wilson es un relato corto de Edgar Allan Poe, escrito en inglés. Su ambientación está inspirada en los años de formación de Poe a las afueras de Londres. El cuento sigue el tema del doppelgänger, pero en este caso, el "doble" del protagonista no juega un papel de malvado, sino que siempre aparece cuando el William narrador realiza una acción poco ética o malvada. 
Se puede apreciar que la fecha de nacimiento de William Wilson y Edgar Allan Poe coinciden, aunque se diferencian en el año. 
Fue publicado por vez primera por la revista Burton's Gentleman's Magazine en octubre de 1839, y más tarde apareció en la colección de 1840, Tales of the Grotesque and Arabesque.

## Resumen
La historia comienza con el narrador de noble ascendencia que se hace llamar William Wilson, denunciando su pasado derrochador, aunque este no se siente culpable, pues entiende que ningún otro hombre ha sido tentado de igual manera antes. Narra la infancia y juventud de William en un colegio ubicado en un antiguo edificio isabelino. Relata que allí conoció a otro chico con su mismo nombre, parecido a él y nacido el mismo día, el 19 de enero, fecha de cumpleaños del mismo autor. Compite con este muchacho, pero él le supera fácilmente, de manera que lo considera prueba de su auténtica superioridad. Este chico comienza a imitar la forma de vestir, la manera de andar e incluso la forma de hablar del protagonista (aunque tiene un defecto en el habla que solo le permite hablar susurrando), y llega un momento en que William descubre que este tiene exactamente su misma cara. Al ver esto, William abandona inmediatamente la academia, solo para descubrir que su doble se ha marchado el mismo día.
William finalmente estudia en Eton y Oxford, haciéndose cada vez más depravado y ganando enormes cantidades de dinero mediante engaños, como jugar a las cartas con un noble pobre desesperado: pero pronto aparece su doble de nuevo, con la cara siempre cubierta, susurrando unas pocas palabras que alertan a los otros sobre el comportamiento de William. En el último de estos incidentes, el intento de seducción de una dama casada en un baile durante el Carnaval en Roma, William arrastra a su doble a una antecámara y lo apuñala. Tras la acción de William, aparece un enorme espejo en el que este ve el rostro del fallecido, momento en el que el narrador siente que está pronunciando las palabras: «en mí existías, y en mi muerte, ve cuán profundamente te has asesinado a ti mismo».